# Бурлинский сельсовет (Башкортостан)
Бурлинский сельсовет — муниципальное образование в Гафурийском районе Башкортостана.

## История
Согласно «Закону о границах, статусе и административных центрах муниципальных образований в Республике Башкортостан» имеет статус сельского поселения.

## Население
| 2002  | 2009  | 2010  | 2012  | 2013  | 2014  | 2015  |
| ----- | ----- | ----- | ----- | ----- | ----- | ----- |
| 1689  | ↘1684 | ↘1524 | ↘1493 | ↘1462 | ↘1415 | ↘1413 |
| 2016  | 2017  |       |       |       |       |       |
| ↘1398 | ↘1375 |       |       |       |       |       |

## Состав сельского поселения
| № | Населённый пункт | Тип населённого пункта       | Население |
| - | ---------------- | ---------------------------- | --------- |
| 1 | Бурлы            | село, административный центр | ↘539      |
| 2 | Курмантау        | село                         | ↘420      |
| 3 | Явгильды         | деревня                      | ↘226      |
| 4 | Баимбетово       | деревня                      | ↘175      |
| 5 | Зириково         | деревня                      | ↘161      |
| 6 | Михайловка       | деревня                      | →3        |